# 2ª Armata combinata delle guardie
La 2ª Armata combinata delle guardie (in russo 2-я гвардейская общевойсковая армия?, 2-ja gvardejskaja obščevojskovaja armija, unità militare 22223) è una formazione delle Forze terrestri russe, facente parte del Distretto militare centrale e con sede a Samara, capoluogo dell'omonima regione.

## Storia
L'unità è l'erede della 2ª Armata corazzata delle guardie.
Costituita in conformità alla direttiva del capo di stato maggiore delle Forze Armate Russe Anatolij Kvašnin del 17 aprile 2001, n. 314/2/0300 "Sulla trasformazione dei distretti militari del Volga e degli Urali nel distretto militare Volga-Urali e sulla formazione della 2ª Armata combinata" e alla direttiva del comandante del Distretto militare del Volga del 27 aprile 2001, n. 15/1/0230. Secondo queste direttive, entro il 1º settembre 2001, l'amministrazione del Distretto militare del Volga venne riorganizzata nell'amministrazione della 2ª Armata combinata. Il quartier generale dell'armata è stato costituito presso il quartier generale del disciolto Distretto militare del Volga a Samara.
Nel 2010, con l'abolizione del Distretto militare del Volga-Urali, l'armata è stata trasferita al neoformato Distretto militare centrale.
L'armata partecipa all'invasione russa dell'Ucraina dal 2022. Il 21 febbraio 2025 il comandante della formazione, tenente generale Ramil' Ibatullin, è stato insignito del titolo onorifico massimo di Eroe della Federazione Russa. Nel corso del 2025 l'armata ha continuato a combattere in direzione sud ovest di Pokrovs'k impiegando la 15ª e 30ª Brigata e reparti della 27ª Divisione con il supporto della 385ª Brigata artiglieria.

## Ordine di battaglia
Nel 2023, l'armata comprendeva le seguenti unità:
- 27ª Divisione fucilieri motorizzata delle guardie "Omsk-Novyj Bug" (unità militare 12128)
  - 433º Reggimento fucilieri motorizzato delle guardie (unità militare 00991)
  -  506º Reggimento fucilieri motorizzato delle guardie "Poznan" (unità militare 01005)
  - 589º Reggimento fucilieri motorizzato delle guardie "Berlino" (unità militare 01007)
  - 268º Reggimento artiglieria semovente delle guardie "Poznan"
- 15ª Brigata fucilieri motorizzata delle guardie "Aleksandrija" (unità militare 90600)
- 30ª Brigata fucilieri motorizzata delle guardie (unità militare 45863)
- 385ª Brigata artiglieria delle guardie "Odessa" (unità militare 32755)
- 92ª Brigata missilistica delle guardie (unità militare 30785)
- 297ª Brigata missilistica contraerea delle guardie (unità militare 02030)
- 91ª Brigata comando "Kielce" (unità militare 59292)
- 105ª Brigata logistica (unità militare 11386)
- 950º Reggimento artiglieria lanciarazzi (unità militare 92190)
- 2º Reggimento difesa NBC delle guardie (unità militare 18664)[6]
- 39º Reggimento genio delle guardie (unità militare 53701)[7]
- 53º Battaglione guerra elettronica
- 234º Battaglione comunicazioni (unità militare 73759)
- 581º Battaglione ricognizione di artiglieria (unità militare 64492)
- 950ª Compagnia supporto (unità militare 71399)
- 1388º Centro comando intelligence (unità militare 23280)

## Comandanti
- Tenente generale Aleksej Verbickij (settembre 2001 - febbraio 2005)
- Tenente generale Aleksandr Studenikin (febbraio 2005 - gennaio 2006)
- Tenente generale Sergej Skokov (gennaio 2006 - gennaio 2008)
- Maggior generale Oleg Makarevič (gennaio 2008 - 2009)
- Maggior generale Khasan Kaloev (2009 - giugno 2010)
- Maggior generale Aleksandr Žuravlëv (giugno 2010 - gennaio 2014)
- Tenente generale Igor' Serickij (gennaio 2014 - settembre 2016)
- Maggior generale Gennadij Židko (settembre 2016 - dicembre 2017)
- Maggior generale Rustam Muradov (dicembre 2017 - dicembre 2018)
- Tenente generale Andrej Kolotovkin (dicembre 2018 - febbraio 2022)[8]
- Maggior generale Vjačeslav Gurov (febbraio 2022 - 2024)
- Tenente generale Ramil' Ibatullin (2024 - in carica)[9]